# أبو جمرة الضبعي
أبو جمرة نصر بن عمران بن عصام بن واسع، الضبعي، البصري، أحد الأئمة الثقات. مات بسرخس في آخر سنة 128 هـ.

## روايته للحديث النبوي
- حدث عن: عبد الله بن عباس، وعبد الله بن عمر، وزهدم الجرمي، وعائذ بن عمرو المزني، وطائفة.
- حدث عنه: أيوب السختياني ومعمر بن راشد، وشعبة بن الحجاج، والحمادان، وإبراهيم بن طهمان، وعباد بن عباد المهلبي، وشبيل بن عزرة الضبعي وآخرون.
- الجرح والتعديل: قال أبو حاتم الرازي: ثقة. قال أبو حاتم بن حبان البستي: وذكره في الصحيح، وقال: من ثقات أهل البصرة. قال أبو زرعة الرازي: ثقة. قال أحمد بن حنبل: ثقة. قال أحمد بن صالح الجيلي: ثقة. قال ابن حجر العسقلاني: ثقة ثبت. قال ابن عبد البر: أجمعوا على أنه ثقة. قال الذهبي: ثقة. قال محمد بن سعد البغدادي كاتب الواقدي: ثقة مأمون. قال يحيى بن معين: ثقة.